# Calf Island
Calf Island är en ö i Kanada.   Den ligger i territoriet Nunavut, i den nordöstra delen av landet, 3 500 km norr om huvudstaden Ottawa. Arean är 16,8 kvadratkilometer.
Terrängen på Calf Island är lite kuperad. Öns högsta punkt är 313 meter över havet. Den sträcker sig 4,4 kilometer i nord-sydlig riktning, och 7,0 kilometer i öst-västlig riktning.